# Trostruka veza
Trostruka veza u hemiji je hemijska veza između dva hemijska elementa u kojoj učestvuje šest vezujućih electrona umesto uobičajena dva kovalentne jednostruke veze. Najčešće se sreće trostruka veza između dva atoma ugljenika, koja je prisutna u alkinima. Trostroke veze su takođe uobičajene za atome fosfora. Druge funkcionalne grupe koje sadrže trostruku vezu su cijanidna i izocijanidna. Pojedini diatomski molekuli, kao što je diazot i ugljen-monoksid takođe sadrže trosktuke veze.
U skeletalnoj formuli trostruka veza se prikazuje sa tri paralelne linije (≡) između dva vezana atoma.
Triostruke veze su jače od jednostrukih i dvostrukih veza, i one su isto tako kraće. Njihov red veze je tri.
|                                          |                    |                      |
| acetilen, H−C≡C−H                        | cijanogen, N≡C−C≡N | ugljen-monoksid, C≡O |
| Hemijska jedinjenja sa trostrukim vezama |                    |                      |